# Houndé
Pour le département et la commune urbaine, voir Houndé (département).
Houndé est une ville et le chef-lieu du département et la commune urbaine de Houndé, située dans la province du Tuy et la région des Hauts-Bassins au Burkina Faso.
La ville comptabilisait 39 458 habitants en 2006. Bani Nazi a été le premier maire de la ville (1995-2000) et (2000 à 2006). Boué Yazon fut le 2e maire de 2006 à 2012.  

## Organisation administrative
De mai 2016 à mai 2021, Dissan Boureima Gnoumou élu maire à l'issue des élections municipales de 2016 a été suspendu à la suite d'une lettre du ministère chargé de l'administration territoriale et de la décentralisation (MATD) du 27 avril portant remplacement des conseillers municipaux en situation de noms politiques. Depuis le 27 mai, Adolphe Koala, premier adjoint au maire assure la gestion des affaires courantes. Tanguy Maheo, quant à lui, est actuellement adjoint à la culture de la ville. 
Listes des maires successifs
| Période     | Identité               | Etiquette  | qualité         |
| ----------- | ---------------------- | ---------- | --------------- |
| 1995- 2000  | Bani Nazi              | CDP        | maire           |
| 2000 - 2006 | Bani Nazi              | CDP        | maire           |
| 2006-2012   | Boué Yazon             | CDP        | maire           |
| 2012- 2014  |                        |            |                 |
| 2014-2016   |                        | Transition |                 |
| 2016-2021   | Dissa Boureima Gnoumou |            | maire           |
| 2021-       | Adolphe Koala          |            | premier adjoint |

## Géographie
Houndé est subdivisée en cinq secteurs :
- Secteur 1 (ou Karaba) (3 342 habitants)
- Secteur 2 (8 316 habitants)
- Secteur 3 (6 866 habitants)
- Secteur 4 (14 228 habitants)
- Secteur 5 (6 706 habitants)

La ville est traversée par la route nationale 1.

## Économie

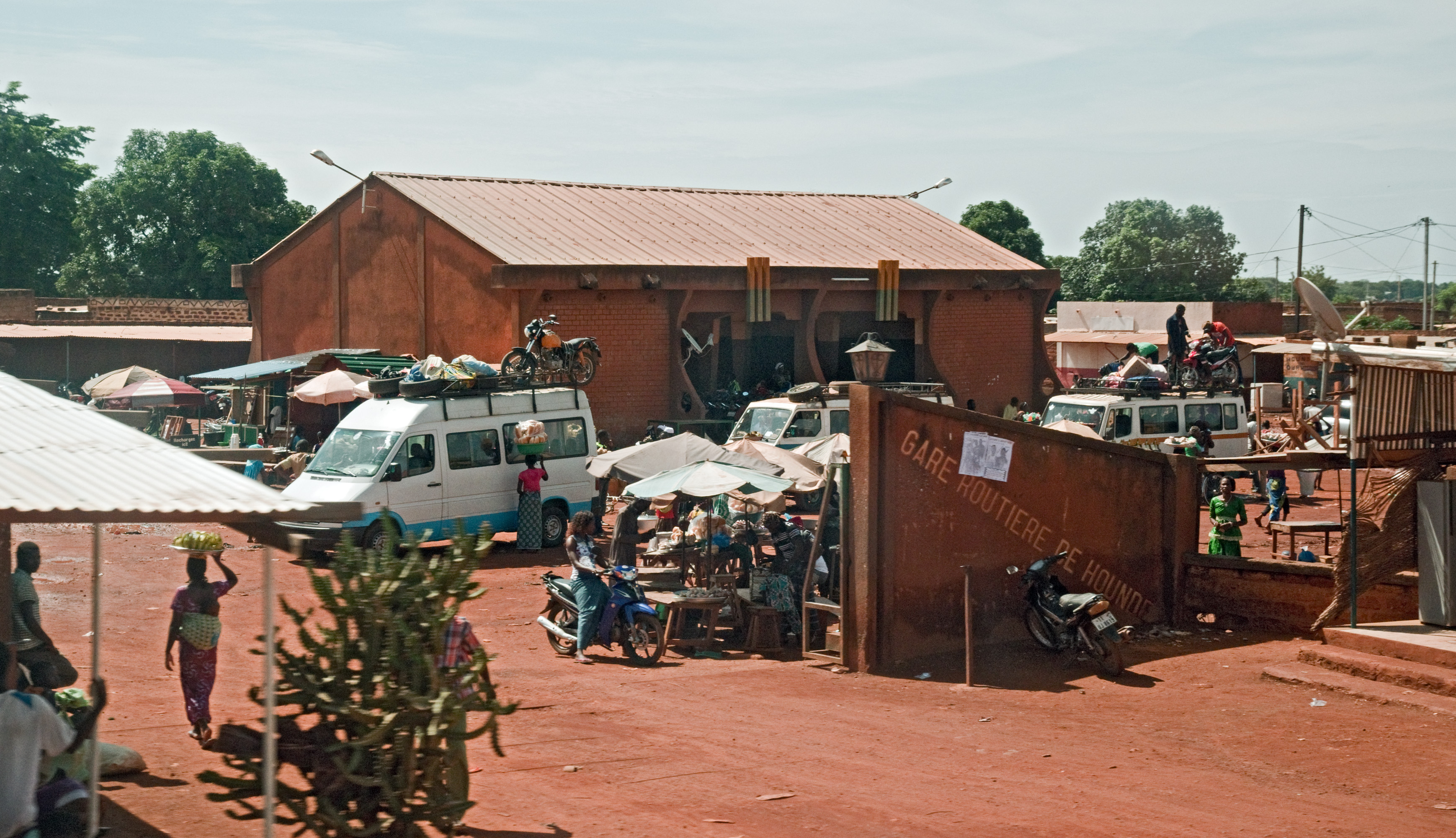
La gare routière de Houndé (septembre 2018).

## Éducation et santé
Houndé accueille le Centre médical avec antenne chirurgicale du district sanitaire ainsi qu'un centre de santé et de promotion sociale (CSPS) en centre-ville.

## Personnalités liées à la commune
- Roukiéta Rouamba (1992-) est une dramaturge et écrivaine native de la commune à qui on doit Vie dans la termitière (2014)[5] et Afi (2016)[6]. En 2018, cette autrice est Plume d’or de la Meilleure Parution littéraire féminine de l’année[7],[6].